# Šport u 2002.
◄◄ | ◄ | 1999. | 2000. | 2001. | 2002.  | 2003. | 2004. | 2005. | ► | ►►
Arhitektura • Astronautika • Astronomija • Biologija • Film • Fotografija • Glazba • Kazalište • Kemija • Kiparstvo • Knjige • Književnost • Kršćanstvo • Meteorologija • Medicina • Planinarstvo • Politika • Pravo • Promet • Slikarstvo • Strip • Šport • Televizija • Znanost • Zrakoplovstvo • Željeznički promet
Šport u 2002.

## Svijet

### Natjecanja

#### Svjetska natjecanja
- Od 31. svibnja do 30. lipnja – Svjetsko prvenstvo u nogometu u Južnoj Koreji i Japanu: prvak Brazil
- Od 28. kolovoza do 8. rujna – Svjetsko prvenstvo u košarci u SAD-u: prvak Srbija i Crna Gora

#### Kontinentska natjecanja

##### Europska natjecanja
- Od 25. siječnja do 3. veljače – Europsko prvenstvo u rukometu u Švedskoj: prvak Švedska

## Vanjske poveznice
|  | Zajednički poslužitelj ima još gradiva o temi Šport u 2002. |